# Шия
Шия (лат. collum) — частина тіла хребетних, яка з'єднує голову з тулубом. Шия виконує багато життєво важливих функції і часто є особливо вразливим місцем. Через шию проходять різні шляхи забезпечення — такі як стравохід, гортань, трахея, кровоносні судини: артерії та вени. Шийні хребці забезпечують голові найбільшої рухливості.

## Межі шиї
- Верхня: нижній край нижньої щелепи та нижній край зовнішнього слухового отвору, сосцеподібний відросток верхня каркова лінія.
- Нижня: верхній край яремної вирізки, верхній край ключиці, верхівка акроміону, остистий відросток 7 шийного хребця.

## Фасції шиї
Згідно класифікації за В.Шовкуненком визначають 5 фасцій шиї:
1. Поверхнева фасція шиї (f. colli superficialis)
2. Власна фасція шиї (f. colli propria) або фасція Грубера
3. Лопаточно-підключичний апоневроз (aponevrosis omoclavicularis) або апоневроз Ріше
4. Внутрішньошийна фасція (f. endocervicalis)
5. Передхребетна фасція (f. prevertebralis)

## М'язи шиї
- Підшкірний м'яз шиї (лат. platysma) є похідним мезенхіми другої глоткової дуги. У людини, на відміну від більшості наземних хребетних, цей м'яз розвинутий слабко і розташований у піхві поверхневої пластинки шийної фасції шиї у вигляді тонкої, але досить широкої пластинки, м'язові пучки якої, розпочавшись у ділянці підборіддя, йдуть каудально і дещо збоку, закінчуючись у підключичній ямці.

Іннервація: n.facialis
- Грудинно-ключично-сосцеподібний м'яз (m. sternocleidomastoideus) у своєму складі має м'язові елементи, що виникли з мезенхіми глоткових дуг і з вентральної мускулатури від шийних міотомів.

Іннервація: зовнішня гілка додаткового нерва, м'язові гілки шийного сплетення CII, CIII.
- Підпотиличні м'язи (лат. mm. suboccipitals) походять з дорзальної мускулатури. До них належать такі парні м'язи.
  - Великий задній прямий м'яз голови (лат. m. rectus capitis posterior major) — починається на остистому відростку осьового хребця і прикріплюється до бічного відрізка нижньої каркової лінії.
  - Малий задній прямий м'яз голови (лат. m. rectus capitis posterior minor) — бере початок від заднього горбка задньої дуги атланта до присередньої ділянки нижньої каркової лінії.
  - Верхній косий м'яз голови (лат. m. obliquus capitis superior) — відходить від поперечного відростка атланта і прикріплюється до потиличної кістки над нижньою карковою лінією.
  - Нижній косий м'яз голови (лат. m. obliquus capitis inferior) — починається від остистого відростка осьового хребця і прикріплюється до поперечного відростка атланта.